# Ескіз гірничої виробки
Ескіз гірничої виробки (рос.эскиз горной выработки, англ. sketch (draft) of mine working, entry, нім. Grubenbaueskizze f) – детальний схематичний начерк (малюнок, рисунок) плану, перерізу гірничої виробки, виконаний під час знімальних робіт. 
На Е.г.в. вказують інформацію, необхідну для поповнення графічної документації та вирішення інших задач (номери маркшейдерських пунктів та їх розташування, відстані до вибоїв гірничих виробок від цих пунктів, місця відбору проб, переходу тектонічних порушень, елементи поперечних перерізів виробок тощо). 
Як правило, Е.г.в. виконують без дотримання масштабу.